# Кортланд (Њујорк)
Кортланд (енгл. Cortland) град је у америчкој савезној држави Њујорк. По попису становништва из 2010. у њему је живело 19.204 становника.

## Демографија
Према попису становништва из 2010. у граду је живело 19.204 становника, што је 464 (2,5%) становника више него 2000. године.
| Група             | 2000.          | 2010.          |
| Белци             | 17.737 (94,6%) | 17.479 (91,0%) |
| Афроамериканци    | 292 (1,6%)     | 547 (2,8%)     |
| Азијати           | 107 (0,6%)     | 180 (0,9%)     |
| Хиспаноамериканци | 322 (1,7%)     | 623 (3,2%)     |
| Укупно            | 18.740         | 19.204         |